# Tensbüttel-Röst
Tensbüttel-Röst är en kommun i Kreis Dithmarschen i förbundslandet Schleswig-Holstein i Tyskland.
Kommunen bildades 1 januari 1974 genom en sammanslagning av Röst och Tensbüttel.
Kommunen ingår i kommunalförbundet Amt Mitteldithmarschen tillsammans med ytterligare 23 kommuner.